# 七岳登山口站

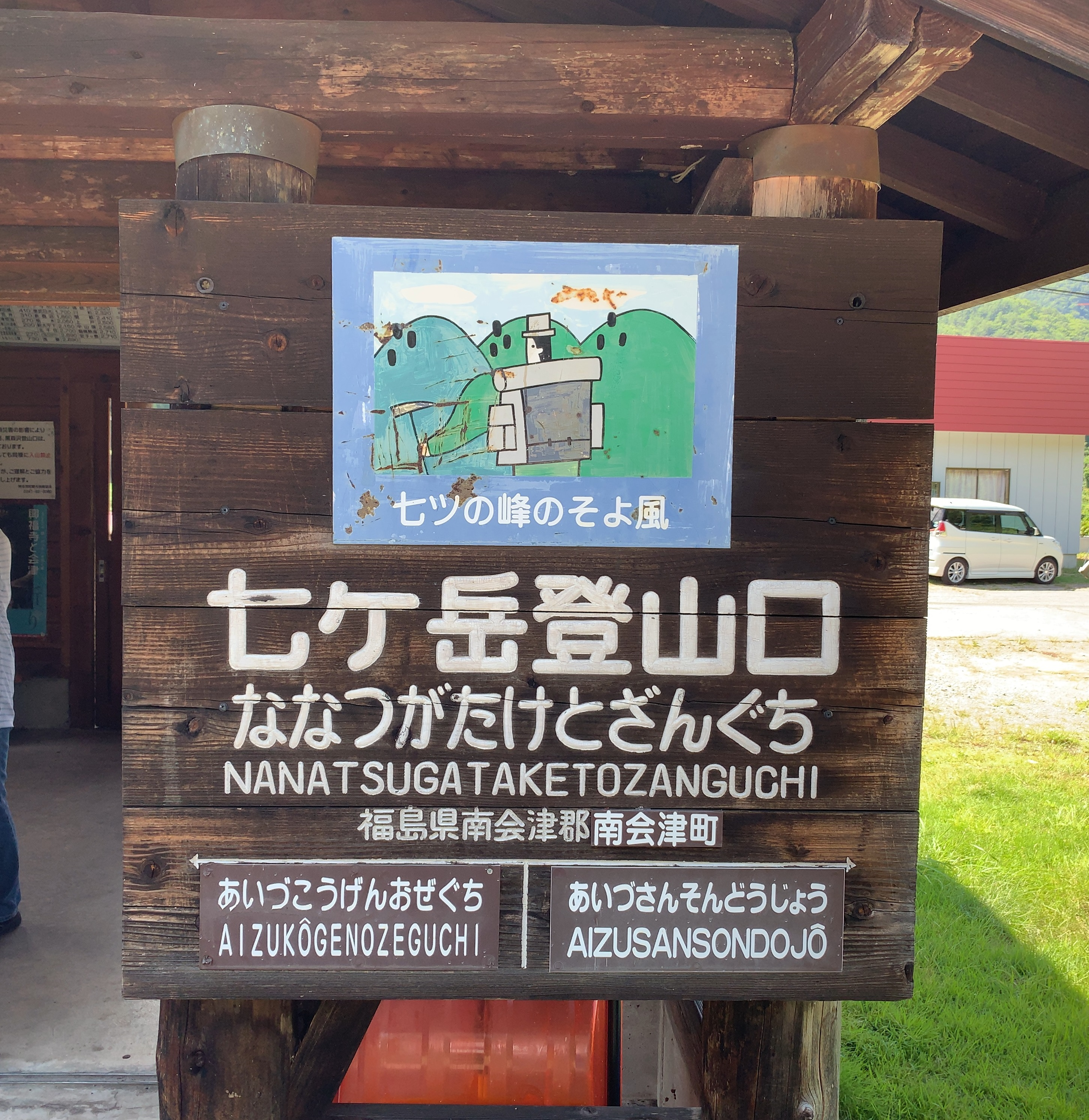
站名牌

七岳登山口站（日语：／ Nanatsugatake-tozanguchi eki */?）是位於福島縣南會津郡南會津町糸澤字下宮之原2449番2號，會津鐵道的會津線車站。

## 歷史
- 1953年（昭和28年）11月8日 - 日本國有鐵道會津線開設糸澤站（日语：／）。
- 1987年（昭和62年）
  - 4月1日 - 伴隨國鐵分割民營化，車站由東日本旅客鐵道（JR東日本）營運。
  - 7月16日 - 會津線旅客業務由會津鐵道接管，成為會津鐵道線車站。同時改名為七岳登山口站。

## 車站構造
此站是地面車站，設有1面1線的單式月台。此站是無人車站。
車站大樓是一座木風屋建築物。在站名牌上標記了「七之峰之微風」。在日本國有鐵道（國鐵）會津線糸澤站時代，此站的車站大樓與會津高原尾瀨口站使用同一類型的建築物，在成為無人車站後，售票櫃臺被圍封了。

## 使用狀況
在2015年度的1日平起乘車人次為8人。
| 乘車人員變化 | 乘車人員變化 |
| 年度         | 1日平均人次  |
| ------------ | ------------ |
| 2000         | 30           |
| 2001         | 27           |
| 2002         | 22           |
| 2003         | 14           |
| 2004         | 14           |
| 2005         | 14           |
| 2006         | 11           |
| 2007         | 11           |
| 2008         | 14           |
| 2009         | 14           |
| 2010         | 11           |
| 2011         | 8            |
| 2012         | 8            |
| 2013         | 8            |
| 2014         | 8            |
| 2015         | 8            |

## 車站周邊
- 七岳（日语：七ヶ岳）
- 國道121號（日语：国道121号）

## 相鄰車站
會津鐵道
■會津線
- ■特急「Revaty會津」部分停車站（只有前往淺草的1班）

□快速「AIZU山特快」（只有5、6號停站）、■普通
會津山村道場－七岳登山口－會津高原尾瀨口

## 注腳
1. ↑  第131回福島県統計年鑑 （页面存档备份，存于）（日語）

## 外部連結
- 七岳登山口站 （页面存档备份，存于）（日語）